# Na Medida do Impossível
Na Medida do Impossível é o quarto álbum de estúdio da carreira solo da cantora, compositora e escritora amapaense Fernanda Takai. O álbum foi lançado no dia 18 de março de 2014 no iTunes e em todas as outras plataformas de streaming digital, e em CD pela Deckdisc. O álbum também foi lançado em LP pela gravadora Polysom em parceria com a Deck. Em 2015, ganhou o 26º Prêmio da Música Brasileira na categoria Melhor Álbum de Canção Popular.

## O álbum
Em 2012, Fernanda Takai gravou o álbum Fundamental, em parceria com Andy Summers. Em 2013, já começou a trabalhar para seu quarto álbum,[carece de fontes?] sendo este o primeiro álbum a ter suas composições. O disco é composto por 13 faixas, entre inéditas e regravações, além de boas surpresas e parcerias inusitadas. Entre elas, está a faixa "Seu Tipo", composta por Takai e Pitty. Marina Lima e Climério Ferreira na canção "Quase Desatento", e Marcelo Bonfá na canção "De um Jeito ou de Outro".
Nas participações especiais, está Zélia Duncan, que canta com Takai a faixa "Mon Amour, Meu Bem, Ma Femme" que é originalmente conhecida na voz de Reginaldo Rossi, a canção ganhou um videoclipe, que foi publicado no canal da gravadora Deckdisc no Youtube.[carece de fontes?] Outras duas participações mais que especiais, está Samuel Rosa, da banda Skank, que faz parceria com Takai na faixa "Pra Curar Essa Dor", versão de John Ulhoa da música de George Michael "Heal the Pain". E Pe. Fábio de Melo na faixa "Amar como Jesus Amou", regravação de Padre Zezinho, que ganhou uma versão eletrônica moderna feita pelo produtor japonês Toshiyuki Yasuda.
A faixa "Doce Companhia", é uma versão feita por ela para uma música de Julieta Venegas, além de mais outras duas regravações das canções "Como Dizia o Mestre", de Benito Di Paula, e "A Pobreza", de Renato Barros.

## Faixas
| Edição padrão |                                                          |                                               |         |  |
| N.º           | Título                                                   | Compositor(es)                                | Duração |  |
| 1.            | "Doce Companhia (Dulce Compañia)"                        | Julieta Venegas * Versão Fernanda Takai       | 03:42   |  |
| 2.            | "Como Dizia o Mestre"                                    | Benito Di Paula                               | 02:50   |  |
| 3.            | "De um Jeito ou de Outro"                                | Marcelo Bonfá * Fernanda Takai                | 05:09   |  |
| 4.            | "A Pobreza (Paixão Proibida)"                            | Renato Barros                                 | 03:07   |  |
| 5.            | "Seu Tipo"                                               | Fernanda Takai Pitty                          | 03:42   |  |
| 6.            | "You and Me and The Bright Blue Sky"                     | Cholly                                        | 03:48   |  |
| 7.            | "Mon Amour, Meu Bem, Ma Femme" (feat. Zélia Duncan)      | Cleide                                        | 03:14   |  |
| 8.            | "Quase Desatento"                                        | Marina Lima Climério Ferreira* Fernanda Takai | 04:09   |  |
| 9.            | "Amar Como Jesus Amou" (feat. Pe. Fábio de Melo)         | Padre Zezinho                                 | 03:38   |  |
| 10.           | "Liz"                                                    | Robson * Cezar de Merces                      | 03:14   |  |
| 11.           | "Partida"                                                | Fernanda Takai                                | 03:56   |  |
| 12.           | "Pra Curar Essa Dor (Heal the Pain)" (feat. Samuel Rosa) | George Michael * Versão John Ulhoa            | 04:13   |  |
| 13.           | "Depois que o Sol Brilhar (Mary)"                        | Yann Tiersen * Versão Zélia Duncan            | 03:51   |  |